# Sucker (Jonas Brothers)
Sucker è un singolo del gruppo musicale statunitense Jonas Brothers, pubblicato il 1º marzo 2019 come primo estratto dal quinto album in studio Happiness Begins.

## Descrizione
Il gruppo ha oscurato i loro social media prima di annunciare la data d'uscita della canzone. Us Weekly aveva anche rivelato il titolo della canzone prima dell'annuncio.
Nick Jonas ha dichiarato:

## Promozione
I Jonas Brothers hanno presentato il singolo per la prima volta in televisione al Late Late Show di James Corden il 7 marzo 2019.

## Video musicale

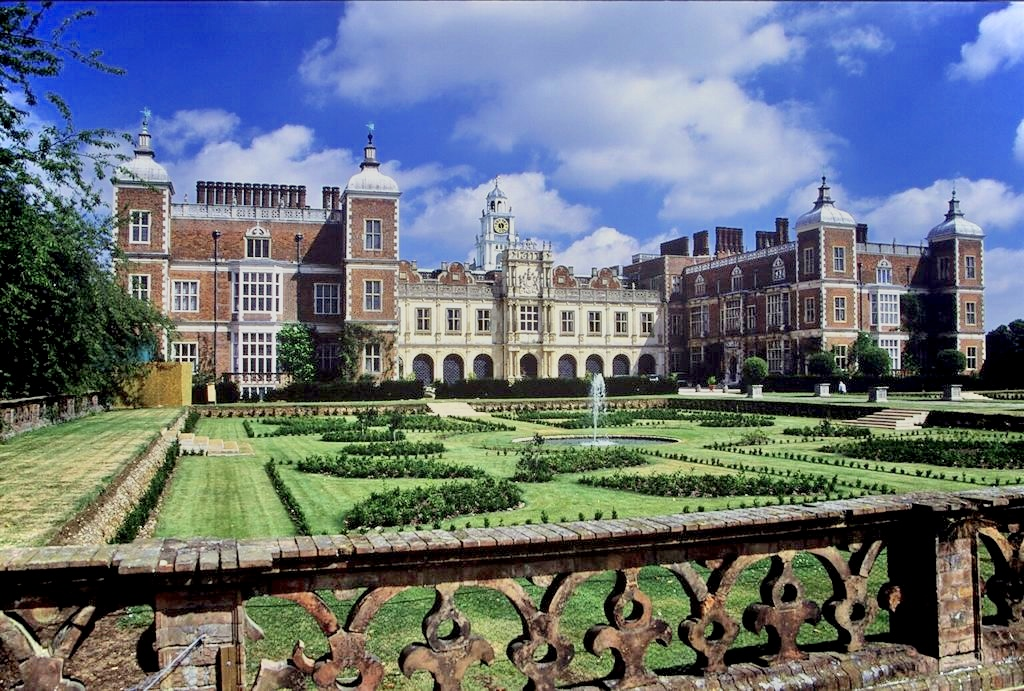
Hatfield House (Hertfordshire), luogo delle riprese.

Il video musicale, diretto da Anthony Mandler e girato nella Hatfield House situata nell'Hertfordshire, nel Regno Unito, è stato reso disponibile in concomitanza con l'uscita del brano. Il video presenta ciascuno dei fratelli con le loro rispettivi mogli: Kevin con la moglie Danielle, Nick con la moglie Priyanka Chopra e Joe con la moglie Sophie Turner. La clip ha ottenuto due candidature agli MTV Video Music Awards 2019: Video dell'anno e Miglior video pop, trionfando in quest'ultima.

## Tracce
Testi e musiche di Frank Dukes, Joe Jonas, Kevin Jonas, Louis Bell, Nick Jonas e Ryan Tedder.
1. Sucker – 3:01

## Formazione
Gruppo
- Jonas Brothers – voci

Altri musicisti
- Ryan Tedder – chitarra acustica, cori, basso, programmazione, programmazione della batteria
- Frank Dukes – chitarra acustica
- Andrew DeRoberts – chitarra
- Homer Steinweiss – batteria

Produzione
- Ryan Tedder – produzione
- Frank Dukes – co-produzione
- Șerban Ghenea – missaggio
- John Hanes – assistenza al missaggio
- Randy Merrill – mastering

## Successo commerciale
Sucker ha debuttato al vertice della Billboard Hot 100, diventando la prima numero uno del gruppo, con 43,7 milioni di riproduzioni streaming, 88 000 copie pure e 22,6 milioni di audience radiofonica. Grazie a questi ultimi è entrata in cima alla classifica streaming e digitale e 22ª in quella radiofonica. La boyband è diventata la prima a riuscirci dal 2003, quando era stata la volta dei B2K e il singolo il trentaquattresimo a debuttare al vertice, il secondo nel 2019 dopo 7 Rings di Ariana Grande.

## Classifiche

### Classifiche settimanali
| Classifica (2019-20) | Posizione massima |
| -------------------- | ----------------- |
| Argentina            | 54                |
| Australia            | 1                 |
| Austria              | 7                 |
| Belgio (Fiandre)     | 9                 |
| Belgio (Vallonia)    | 7                 |
| Canada               | 1                 |
| Corea del Sud        | 162               |
| Croazia              | 3                 |
| Danimarca            | 4                 |
| Estonia              | 2                 |
| Finlandia            | 15                |
| Francia              | 40                |
| Germania             | 20                |
| Grecia               | 3                 |
| Irlanda              | 2                 |
| Islanda              | 23                |
| Italia               | 35                |
| Lettonia             | 3                 |
| Libano               | 1                 |
| Lituania             | 2                 |
| Lussemburgo          | 4                 |
| Malaysia             | 2                 |
| Norvegia             | 4                 |
| Nuova Zelanda        | 1                 |
| Paesi Bassi          | 16                |
| Polonia              | 3                 |
| Portogallo           | 10                |
| Regno Unito          | 4                 |
| Repubblica Ceca      | 2                 |
| Romania              | 15                |
| Russia               | 9                 |
| Singapore            | 1                 |
| Slovacchia           | 1                 |
| Slovenia             | 6                 |
| Spagna               | 25                |
| Stati Uniti          | 1                 |
| Svezia               | 24                |
| Svizzera             | 12                |
| Ucraina              | 14                |
| Ungheria             | 1                 |

### Classifiche di fine anno
| Classifica (2019) | Posizione |
| ----------------- | --------- |
| Australia         | 13        |
| Austria           | 26        |
| Belgio (Fiandre)  | 22        |
| Belgio (Vallonia) | 24        |
| Canada            | 12        |
| Danimarca         | 28        |
| Francia           | 144       |
| Germania          | 51        |
| Irlanda           | 25        |
| Islanda           | 35        |
| Lettonia          | 29        |
| Nuova Zelanda     | 22        |
| Paesi Bassi       | 47        |
| Polonia           | 33        |
| Portogallo        | 49        |
| Regno Unito       | 29        |
| Romania           | 63        |
| Russia            | 33        |
| Slovenia          | 16        |
| Stati Uniti       | 10        |
| Svizzera          | 31        |
| Ucraina           | 156       |
| Ungheria          | 15        |
| Classifica (2020) | Posizione |
| Ucraina           | 95        |

### Classifiche di fine decennio
| Classifica (2010-19) | Posizione |
| -------------------- | --------- |
| Stati Uniti          | 88        |